# ميخائيل براون (لاعب كرة قدم)
ميخائيل براون (بالإنجليزية: Michael Brown)‏ (27 سبتمبر 1951 بسوانزي في المملكة المتحدة - ) هو لاعب كرة قدم بريطاني في مركز قلب الدفاع. شارك مع منتخب ويلز لكرة القدم. أما مع النوادي، فقد لعب مع برايتون أند هوف ألبيون وكريستال بالاس ونادي برينتفورد وهايلاندز بارك ‏.

## وصلات خارجية
- ميخائيل براون (لاعب كرة قدم) على موقع قاعدة بيانات كرة القدم.إي يو (الإنجليزية)
- ميخائيل براون (لاعب كرة قدم) على موقع قاعدة بيانات كرة القدم.إي يو (الإنجليزية)